# Heracleum scabrum
Heracleum scabrum är en flockblommig växtart som beskrevs av Nicholas Michailovitj Albov. Heracleum scabrum ingår i släktet lokor, och familjen flockblommiga växter. Inga underarter finns listade i Catalogue of Life.